# Белберові
Белберові (Balbaridae) — родина ссавців з групи Кенгуровиді (Macropodiformes) когорти сумчастих (Marsupialia), відома за викопними рештками часів від пізнього олігоцену до середньо-пізнього міоцену.

## Систематика
Родина налічує принаймні 4 роди. Рід Galanarla також може належати цій родині, але стан зубів зразка цього роду не дає можливості впевнено встановити його родинну приналежність.
Родина Белберові (Balbaridae)
- - ?Рід Ґаланарла (Galanarla)
- Підродина Balbarinae
  - Рід Белберу (Balbaroo)
- Підродина Nambarinae
  - Рід Немберу (Nambaroo)
  - Рід Ганавамай (Ganawamaya)
  - Рід Вуруру (Wururoo)